# Bauersee (Woltersdorf)
Der Bauersee ist ein östlich von Berlin gelegenes Binnengewässer im Landkreis Oder-Spree, Brandenburg und befindet sich vollständig auf dem Ortsgebiet der Gemeinde Woltersdorf.
Der Bauersee liegt westlich des Kalksees und nördlich des Flakensees. Im Nordwesten des Bauersees mündet der Kuhgraben in ihn. Dieser führt jedoch nur noch gelegentlich Wasser. Im Osten wird der Bauersee von der Erhebung des Röthebergs begrenzt, die ihn vom Kalksee trennt, im Süden befindet sich die Halbinsel des Werders. An seiner südwestlichsten Ecke entwässert er in den 400 m langen Bauerngraben, der ihn mit dem Flakensee verbindet. Westlich des Bauersees befindet sich ein Hang, der bis zum ehemaligen Weinberg Woltersdorfs hinaufreicht.
Der See wird mangels schiffbarer Verbindungen zu anderen Gewässern und der kleinen Größe nicht für den Schiffsverkehr genutzt. Es handelt sich um ein weitgehend stehendes Gewässer mit vergleichsweise schlechter Wasserqualität, so dass auch keine Nutzung als Badesee stattfindet. Der See ist zurzeit nahezu vollständig von Privatgrundstücken umgeben, es besteht ein öffentlicher Zugang über ein anliegendes Gemeindegrundstück an der südwestlichen Ecke des Sees. Der lokale Fischhändel und Restaurantbetreiber Löcknitz Forelle hat die Angelrechte am See gepachtet und vergibt auch Gastscheine.
Das nordwestliche Ufer, heute von Rüdersdorfer und Interlakenstraße begrenzt, gehörte lange Zeit als Wiese zum Gut Woltersdorf, und auch Torf wurde hier gestochen. Auch der Bauersee selbst gehörte spätestens ab 1870 zum Gut. 1925 erwarb die Gemeinde Woltersdorf den Bauersee von Erna Drees für 35.000 Mark.